# Спеллман, Фрэнк
Фрэнк Айзек Спеллман (англ. Frank Isaac Spellman; 17 сентября 1922, Малверн, Пенсильвания, США — 12 января 2017, Галф Бриз, Флорида, США) — американский тяжелоатлет, чемпион летних Олимпийских игр в Лондоне (1948).

## Спортивная карьера
В семье вместе с ним воспитывались два брата, Чарли и Гарольд, две сестры, Этель и Фрэнсис. Начал заниматься тяжелой атлетикой относительно поздно, в 1940 г.
Во время Второй мировой войны с 1942 г. служил в американской армии США в Европе, участвовал в высадке союзников в Высадке союзников в Нормандии. В послевоенное время возобновил тренировки в Barbell Club York, штат Пенсильвания.
Очень быстро начал показывать высокие результаты и уже в 1946 г. стал чемпионом Соединенных Штатов в среднем весе с результатом 375 кг в олимпийском троеборье. В 1946 г. он впервые стартовал на чемпионате мира в Париже и сразу стал бронзовым призером, через год в американской Филадельфии завоевал серебряную медаль. В 1948 г. второй раз выиграл первенство США.
Вершиной его спортивной карьеры стала победа на летней Олимпиаде в Лондоне (1948) в среднем весе. После этого, хотя он и показывал неплохие результаты на национальном уровне, но на международных соревнованиях не мог пробиваться через квалификацию. В 1952 г. предпринял попытку отодраться на летние Игры в Хельсинки в легком весе, но стал вторым после будущего чемпиона Тамио Коно и на Олимпиаду не поехал.
Являлся трехкратным рекордсменом мира в жиме: 116,0 кг (1946), 117,0 кг (1948), 117,5 кг (1950). 
Помимо успехов в тяжелой атлетике был также отличным пауэрлифтером, в частности, показывал высокие результаты в жиме лежа.
Завершив карьеру, работал фотографом. В 1961 г. решил вернуться на помост и выиграл еще один титул чемпиона страны. Был введен в Зал славы тяжелой атлетики США, Зал славы спортивного фонда Хелмса и Зал славы Портервилля, в 1983 г. также был введен в Зал славы еврейского спорта в Филадельфии и Международный зал славы еврейского спорта. 
Воспитал шестерых детей: Дэнни, Кевина, Кэти, Ивонн, Ларри и Стива.